# عزیزآباد (کاکاوند)
عزیزآباد روستایی در دهستان ایتیوند شمالی بخش کاکاوند شهرستان دلفان استان لرستان ایران است.

## جمعیت
بر پایه سرشماری عمومی نفوس و مسکن در سال ۱۳۹۵ جمعیت این مکان ۵۲ نفر (۱۷خانوار) بوده‌است.